# État du résultat global
Pour les articles homonymes, voir CR.
L'état du résultat global dans la terminologie IFRS, également nommé  état des résultats  ou compte du résultat (abrégé CR), est un état financier synthétisant l'ensemble des charges et des produits d'une entreprise ou autre organisme ayant une activité marchande, pour une période donnée, appelée exercice comptable.

## Règles françaises
(novembre 2019).
Le compte de résultat est donc un document de synthèse, faisant partie des états financiers, et ayant pour fonction d'indiquer la performance de l'entreprise.
Ce document donne le résultat net, c'est-à-dire la variation de patrimoine que l'entreprise a gagné (bénéfice) ou perdu (perte) au cours de la période, lequel s'inscrit au bilan.
Le compte de résultat ne mesure pas l'argent que l'entreprise a gagné ou perdu : les flux de charges et de produits ne sont pas des flux de trésorerie (argent encaissé ou décaissé) mais ce sont des flux d'enrichissement de patrimoine ou des flux d'appauvrissement de patrimoine.

### Soldes intermédiaires de gestion
Le compte de résultat comporte, dans sa version élaborée, des soldes intermédiaires de gestion décrivant de quelle façon s'est construit le résultat. On peut déterminer ainsi :
- la marge commerciale : différence entre la somme des ventes et somme des achats. Ce calcul est utile pour les entreprises qui revendent des matériels sans les transformer. Il s'applique aux activités de négoce (achat et revente en l'état).
- la valeur ajoutée : la différence entre la marge commerciale et les autres achats non stockés et services extérieurs. Exprime la capacité de l'entreprise à générer du bénéfice à partir de son activité principale.
- le résultat d'exploitation : la différence entre la somme des ventes et somme des achats et services externes (location, assurance, transport, etc.). Cet indicateur exprime la capacité de l'entreprise à générer un bénéfice à partir des prestations faites auprès de tiers.
- le résultat financier s'obtient par différence entre produits et charges financières.
- le résultat exceptionnel s'obtient par différence entre produits et charges exceptionnels.

Lorsqu'on somme ces trois derniers résultats, on obtient le résultat comptable avant imposition (RCAI).
Le solde final, dit résultat net, est le RCAI auquel est enlevé le montant de l'impôt sur la société (1/3 du RCAI). Il apparaît à la fois :
- dans le compte de résultat
- en contrepartie, au bilan de l'entreprise, dans les capitaux propres, précédé d'un signe négatif en cas de déficit. Parfois le signe négatif est remplacé par des parenthèses pour des questions de présentation.

### Utilisation
Le compte de résultat fait partie, comme le bilan et diverses annexes comptables, des documents comptables de synthèse qui sont destinés à l’information financière des personnes
- tant internes à l'entreprise : direction, personnel
- qu'externes à celle-ci, mais ayant une situation d'ayants droit : administration fiscale, actionnaires, banquiers, fournisseurs, etc.

pour qu'ils puissent juger de la performance et de la rentabilité de l'entreprise.

### Exemple
Présentation d'un compte de résultat en liste, avec mise en évidence des soldes intermédiaires de gestion et de leur pourcentage par rapport au chiffre d'affaires. Cette comparaison est faite pour répondre à la question : "dans 1 unité de chiffre d'affaires, quelle est la part de tel résultat ?".
- Dans l'exemple ci-dessous, l'excédent brut d'exploitation représente près de 52 % du chiffre d'affaires.

Quand le résultat est négatif, cette analyse perd de son sens.
| État de résultat             | Montants   | Soldes     | %       |
| Chiffre d'affaires           | 102 616,80 |            |         |
| Travaux en cours initiaux    | 0,00       |            |         |
| Travaux en cours finaux      | 0,00       |            |         |
| Volume d'activité            |            | 102 616,80 | 100 %   |
| Charges fixes                | 3 479,84   |            |         |
| Charges variables            | 42 809,88  |            |         |
| Stock final                  | 0,00       |            |         |
| Achats consommés             |            | -46 289,72 | 45,10 % |
| Marge brute                  |            | 56 327,08  | 54,90 % |
| Achats non stockables        | 0,00       |            |         |
| Services extérieurs          | 2 990,00   |            |         |
| Autres services extérieurs   | 0,00       |            |         |
| Valeur ajoutée               |            | 53 337,08  | 51,97 % |
| Impôts et taxes              | 0,00       |            |         |
| Charges de personnel         | 0,00       |            |         |
| Cotisations personnelles     | 0,00       |            |         |
| Excédent brut d'exploitation |            | 53 337,08  | 51,97 % |
| Dotation aux amortissements  | 0,00       |            |         |
| Autres charges de gestion    | 0,00       |            |         |
| Autres produits de gestion   | 0,00       |            |         |
| Résultat d'exploitation      |            | 53 337,08  | 51,97 % |
| Produits financiers          | 0,00       |            |         |
| Charges financières          | - 600,00   |            |         |
| Résultat financier           |            | - 600,00   |         |
| Résultat courant             |            | 52 737,08  | 51,39 % |
| Produits exceptionnels       | 0,00       |            |         |
| Charges exceptionnelles      | 0,00       |            |         |
| Résultat exceptionnel        |            | 0,00       |         |
| Impôt sur les bénéfices      | 0,00       |            |         |
| Résultat net                 |            | 52 737,08  | 51,39 % |